# Feng Yong
Feng Yong (em chinês:  冯 永; Honã, 19 de dezembro de 1985) é um ciclista olímpico chinês. Yong representou o seu país durante os Jogos Olímpicos de Verão de 2008, em Pequim.